# خلیج تونکین

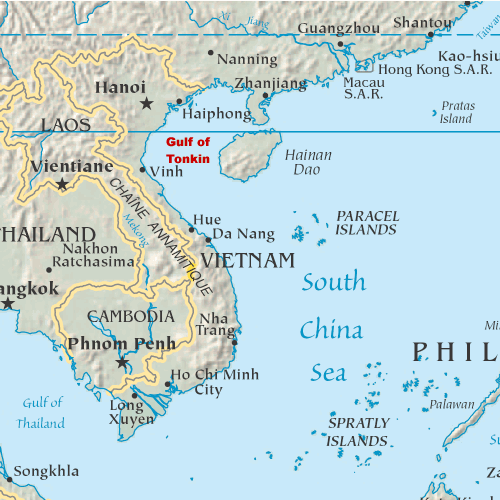
محل خلیج تونکین

خلیج تونکین (به ویتنامی: Vịnh Bắc Bộ، به چینی: 北部湾) شاخهٔ شمال‌غربی دریای جنوبی چین است که در بین چین (شمال و شرق)، جزیره هاینان (شرق) و ویتنام شمالی (غرب) واقع شده‌است. این خلیج ۳۰۰ مایل (بین ۴۸۰ تا ۵۰۰ کیلومتر) درازا و ۱۵۰ مایل (بین ۲۴۰ تا ۲۵۰ کیلومتر) پهنا داشته و عمقی بین ۶۰ تا ۷۰متر دارد که آن را جزو خلیج‌های کم‌عمق جهان جای می‌دهد. رود سرخ به این خلیج می‌ریزد و بنادر بن توی و های‌فونگ در ویتنام و بی‌های در چین از جمله مهم‌ترین بندرهای حاشیهٔ خلیج تونکین به‌شمار می‌روند. همچنین تنگه هاینان بین چین و جزیره هاینان مهم‌ترین مسیر کشتیرانی در این خلیج است.
پس از ترور جان اف کندی و با به قدرت رسیدن جانسون عملا طرح مداخله یکجانبه آمریکا در ویتنام به اجرا گذاشته میشود 
در اوت ۱۹۶۴ کشتی‌های نیروی دریایی ایالات متحده آمریکا مستقر در خلیج تونکین مورد حملهٔ قایق‌های ویتنام شمالی قرار گرفت که در نتیجهٔ آن کنگره آمریکا قطعنامه خلیج تونکین را در حمایت از افزایش دخالت نیروهای آمریکایی در جنگ ویتنام صادر نمود. در ۱۹۷۲ نیز نیروهای آمریکایی ورودی‌های بندرهای ویتنام شمالی در این خلیج را مین‌گذاری کردند. اما با پایان یافتن جنگ ویتنام، این خلیج به مکانی برای اکتشاف نفت توسط بسیاری از شرکت‌های چندملیتی بدل شده‌است.